# Circo Massimo (programma televisivo)
Circo Massimo, conosciuto anche come Estate al Circo, Circo Estate, Circo Massimo Show,  è un programma televisivo italiano circense in onda settimanalmente in prima serata su Rai 3, solo nel periodo estivo, a partire dagli anni '90. Il programma è stato trasmesso anche dall'emittente della Svizzera italiana RSI LA2.
Dal 1999 al 2001 la conduzione è stata affidata a Laura Freddi. 
Dal 2002 al 2006 e dal 2008 al 2010 il programma viene condotto da Filippa Lagerbäck insieme a Francesco Scimemi..
Nel 2007 la conduzione è affidata a Fabrizio Frizzi e Belén Rodríguez.
Dal 2011 la conduzione è affidata ad Andrea Lehotská insieme a Francesco Scimemi , riconfermata anche nelle edizioni successive, fino al 2016, ultima edizione.